# 馮道
馮道（882年—954年5月21日），字可道，號長樂老，瀛州景城（今河北泊頭市交河鎮）人。生於唐僖宗中和二年（882年），卒於後周顯德元年（954年）。五代时期政治家、大規模官刻儒家經籍的創始人。歷事五朝、八姓（八個家族）、十一帝，「累朝不離將相、三公、三師之位」，前後為官四十多年，堪稱中國官場史上的不倒翁。

## 生平
唐中和二年（882年），馮道生於瀛州的景城，他自稱為始平（在今陝西省）、長樂（今河北省冀州市）二郡世族馮氏的後人。馮道出生在“为农为儒，不恆其业”的家庭，青年時孝順好學，不耻清贫，性格節儉刻苦。唐末天祐年间，冯道曾任卢龙节度使刘守光的参军。刘守光率军征讨定州，并询问僚属意见。冯道加以劝谕，惹怒刘守光而下獄。刘守光兵败后，他逃到太原投靠当时在河东任监军使的宦官张承业，当了巡官。后张承业把他推荐给晋王李存勗，不久兼任河东节度掌书记。李存勗與後梁交戰，曾下令馮道撰寫罷免前線指揮郭崇韜的文書，馮道因當面諫阻李存勗而贏得聲望。
後唐同光元年（923年），李存勗即位，建立後唐，授馮道為省郎，充翰林學士。李存勗滅後梁後，任命馮道為戶部侍郎。後馮道因服父喪而歸鄉，期間幾乎被契丹擄走。後唐天成元年（926年），李嗣源在李存勗死後繼位，重新起用馮道為端明殿學士，後又升遷為中書侍郎、刑部尚書平章事，相當於宰相之位。後唐長興四年（933年），李嗣源駕崩，兒子李從厚繼位。四個月後，李嗣源義子、潞王李從珂起兵造反。馮道知道皇帝逃往父婿石敬瑭的軍中後，並未前去護駕，而是率百官迎接從珂，於是從珂順利登基，是為後唐末帝（934年）。但李從珂沒有重用馮道，而是免去了他的相位，讓他到同州去當節度使，後來又召他回朝擔任沒有實權的司空。
後晉天福元年（936年），石敬瑭借助契丹的力量起兵造反，奪得帝位，建立後晉，馮道再度拜相並受命出使契丹，以表兩國友好。相對於中原的紛亂，契丹顯得兵強馬壯，後晉因借契丹之力建國，必須依附契丹存活，因此馮道的出使成了一個向契丹示好的關鍵。馮道歸國後，石敬瑭便把樞密使廢掉，併入中書省，軍政大權遂集於馮道一身。後晉天福七年（942年），石重貴繼位，馮道繼續為相，加太尉；後因受讒出為同州節度使，復移鎮南陽，加中書令。
後晉開運三年（946年），契丹國主耶律德光以石重貴有反意，率大軍南下，遼會同十年（947年）滅後晉，馮道又改為侍奉契丹。面對耶律德光的責問及譏諷，馮道憑著他圓滑的態度一一化解，更當上了遼的太傅。期間馮道曾勸阻耶律德光濫殺漢民，使中原漢族免去一場浩劫。
後漢天福十二年（947年），昔日石敬瑭的部下劉知遠於契丹滅後晉後稱帝，建立後漢。同年，遼因為中原人民反抗不斷而被迫撤兵北還，劉知遠乘機奪取中原。為了拉攏前朝遺老，劉知遠封馮道為太師。後周廣順元年（951年），劉知遠的手下郭威起兵篡位，建立後周，又拜馮道為太師兼中書令。
後周顯德元年（954年），郭威駕崩，柴榮繼位，不久即面對遼及北漢聯軍進攻。柴榮力排馮道勸阻，御駕北征抵禦聯軍，大勝。由於馮道諫阻北伐時觸怒柴榮，柴榮鄙視馮道之餘，不讓他隨駕出征北伐，另命他帶病監修太祖郭威陵墓。同年葬禮完畢不久，馮道以七十三歲高齡過世，柴榮為其輟朝三日以示哀悼，追封瀛王，諡文懿。冯道墓位于山西省运城市夏县捻掌镇。
史載馮道「三入中書，在相位二十餘年」，「相六帝」（李嗣源、李從厚、石敬瑭、石重貴、郭威及柴榮）。馮道雖身為丞相，卻往往避免過問及參與財政和軍事決策，以免和當權者衝突:117，因此馮道歷事五朝，只在柴榮計劃北伐時作出唯一一次勸諫。他忠於儒家思想，認為只要恢復傳統，不必有所革新，就可以解決國家問題:123、121。

### 五朝八姓
馮道由後唐莊宗正式入朝起，歷事五朝、八姓、十一帝：
- 「五朝」指後唐、後晉、契丹（滅後晉後定國號「大遼」）、後漢及後周，共五個朝代。
- 「八姓」指後唐李存勗（李克用之子，本姓朱邪）、李嗣源（李克用養子，本姓不詳）及其養子李從珂（本姓王）、後晉石氏、遼國耶律氏、後漢劉氏、後周郭威及其養子柴榮，共八個家族。
- 「十一帝」指以下十一位皇帝：
  - 後唐四代（莊宗李存勗、明宗嗣源、閔帝從厚及末帝從珂）；
  - 後晉兩代（高祖石敬瑭及出帝重貴）；
  - 遼一代（太宗耶律德光）；
  - 後漢兩代（高祖劉知遠及隱帝承祐）；
  - 後周兩代（太祖郭威及世宗柴榮）。

《舊五代史》及《新五代史》不算遼為一朝，共計四朝；《新五代史》把每朝算作一姓，不計耶律德光在內，稱馮道「事四姓十君」。《資治通鑑》稱馮道為相「歷五朝、八姓」。王賡武則稱馮道侍奉「五朝十帝」:108-109。
另外，由於馮道於唐末時曾侍奉刘守光，而劉守光亦曾稱帝，國號「大燕」，故又有「十二帝」的說法。

### 官刻經籍
932年，後唐下令編纂並初次刊印「九經」，這可能不是馮道的主意，而是由另一丞相李愚提出的:114、117-118。

## 著作
馮道著有《河間集》5卷，文集6卷及詩集10卷，但都不存於後世:135。晚年的馮道寫了一篇《長樂老自敘》，屬於回憶錄性質，文中將他歷代當過的官職一一列舉並引以為榮，而其在自敘中自稱「長樂老」一事，不論在生前後世都引起過爭議。不過也有說法認為，這個自稱僅是取自於他的出身地長樂郡。
他的另一著作《榮枯鑑》，曾國藩對它的評論是「道盡小人之秘技，人生之榮枯」的一部官場秘笈，並稱此書「使小人汗顏，君子驚悚，實乃二千年不二之異書也。」但自宋以还，各种艺文志及书目中均未载此书；2005年吉林摄影出版社出版此书之前，也不曾见它出版或被其他著作提及。若此书为当代新发现，則亦不見学术界有何反应。其实，包括《荣枯鉴》在内的“天下无谋”书系中的各种谋略之书，都存在此问题。因此，此书可能是当代人托名冯道的伪作；曾国藩的评语，亦不见于其文集，可能是后人附会。

## 評價

### 批評
自北宋起，史家因傳統的忠君觀念，對馮道歷事各朝的作為非常不齒。《舊五代史》雖然讚譽馮道的私德及器量，但亦指他不能稱為忠臣。歐陽修《新五代史》則指馮道是五代時道德淪亡的表徵：「其可謂無廉恥者矣」，感嘆當時著名儒者亦欠缺忠貞:104-105，甚至基於「不廉則無所不取，不恥則無所不為」，認為馮道的行為亦有份導致天下大亂。司馬光《資治通鑑》更批評不論馮道做過多少好事，亦等於沒有做，因為他只是苟活於世，「乃奸臣之尤」。從此馮道成為歷史上典型的貳臣，為世人嘲笑:104-105。清代《續通志》把失節的文武官吏分為十類，馮道列入最壞一類，受指責為「懵大倫而不知恥」:104。歷史上曾為馮道辯護的只有王世貞、李贄、溫璜等寥寥幾人:124。可以說在歷史上每逢提起馮道，往往都只有負面的評價。

### 現代史家觀點
史家王賡武認為馮道「把善意規諫及文雅的奉承兩種藝術糅合到完美的地步」，「他知道怎樣奉承，具有良好幽默感，同時具有一種誠篤的模樣」:112；馮道「並不是一個傑出的儒者」，他對經典只有「一點有限度的知識，甚至他對儒家之治的了解也似乎是模糊不清的」，是「非常膚淺的儒者」:117。
近代歷史學家對馮道有了不同的評價，不少人開始為馮道辯護，如近代史學家樊樹志便道：「在一種時局變動甚大的時代，出現馮道式的大臣，並非咄咄怪事。」他認為在五代這種政權變動頻繁的時代，皇帝對臣下的意態往往都沒有多大印象，故出現像馮道這種因事四代十一君而自命為「長樂老」的人，實乃時代的產物。何況以此批評馮道不知廉恥，主要都是從忠君愛國的觀念去看，而從務實的角度來看，馮道的累受重用對五代政局與官僚體制的穩定反而起著正面作用。馮道在契丹任職時，曾力勸契丹官兵不要殺害漢人百姓。另外，他還主持國子監「九經」的刻板印刷工程，歷時22年的改朝換代間也未曾間斷，是中國歷史上首度大規模以官方財力印刷套書。

## 軼事
有一回，馮道的門客為其講解《老子》，見文章裡面“道可道，非常道”的“道”字，衝犯了馮道的名諱，門客為了避諱，把「道」這個字給改成「不敢說」，於是便將“道可道，非常道”讀作“不敢說，可不敢說，非常不敢說。

## 家庭[3][11]

### 妻
- 褚氏，前德州戶掾褚濆的女兒，早亡。
- 孫氏，前景州弓高縣令孫師禮的女兒，後漢時封為蜀國夫人。

### 子女

#### 子
1. 馮平
2. 馮吉：馮道次子，因不聽馮道勸阻，終日沉迷於彈奏琵琶，被馮道及時人認為不務正業，沒有出息。[12]
3. 馮可
4. 馮道第四子（早夭）
5. 馮義
6. 馮正

#### 女
1. 馮道長女（下嫁前兵部侍郎崔衍兒子、後漢太僕少卿崔絢）